# Бохмач (літописне місто)
Бохмач — літописне місто на південно-східних околицях Чернігівського князівства.

## Загальні відомості
Бохмач вперше згадується в Іпатіївському літописі у ході подій 1147 року. Повідомлялося в «Повісті временних літ», що місто було спалено військами великого князя Київського Ізяслава Мстиславича: «…услышав об истреблении Мстиславовичами города Всеволожа, жители городов Уненижа, Бохмача и Белой Вежи поспешали бежать в Чернигов …»
Назва міста іншомовна. Передбачається, що походить від стародавнього іменування прихильників ісламу — «бохміти», «бохмічі». Пов'язане з розміщенням чернігівськими князями в цих місцях іновірців.

## Розташування
Бохмач контролював один з проходів через болота біля річки Десни на шляху зі степу до Чернігова. Городище розташовувалося на березі річки Бахмачка, лівої притоки річки Борзна. В даний час локалізація відповідає центру села Бахмач однойменного району Чернігівської області.

## Дослідження
Вперше місце розташування міста було визначено в 1815 році М. Марковим. Однак розкопки тоді не проводилися. У 1876 році дослідження здійснювались експедицією Дмитра Самоквасова. Було виявлено 14 поховань, з яких розкрито три. Знайдені людські останки в дерев'яних трунах і ямах. В одному з поховань знайдено золотий перстень зі вставкою. Нашарування давньоруського часу не виявлено. В даний час курганний могильник не зберігся.